# Igreja Reformada da Romênia
A Igreja Reformada da Romênia (IRR) - em húngaro: Romániai Református Egyház e em  romeno: Biserica Reformată din România - , é uma denominação reformada continental na Romênia, que atende principalmente a húngaros étnicos no país.
A presença calvinista na Transilvânia remota desde 1564. A partir da dissolução da Áustria-Hungria, o território passou a fazer parte da Romênia, levando a formação da Igreja Reformada da Romênia em 1920.

## História

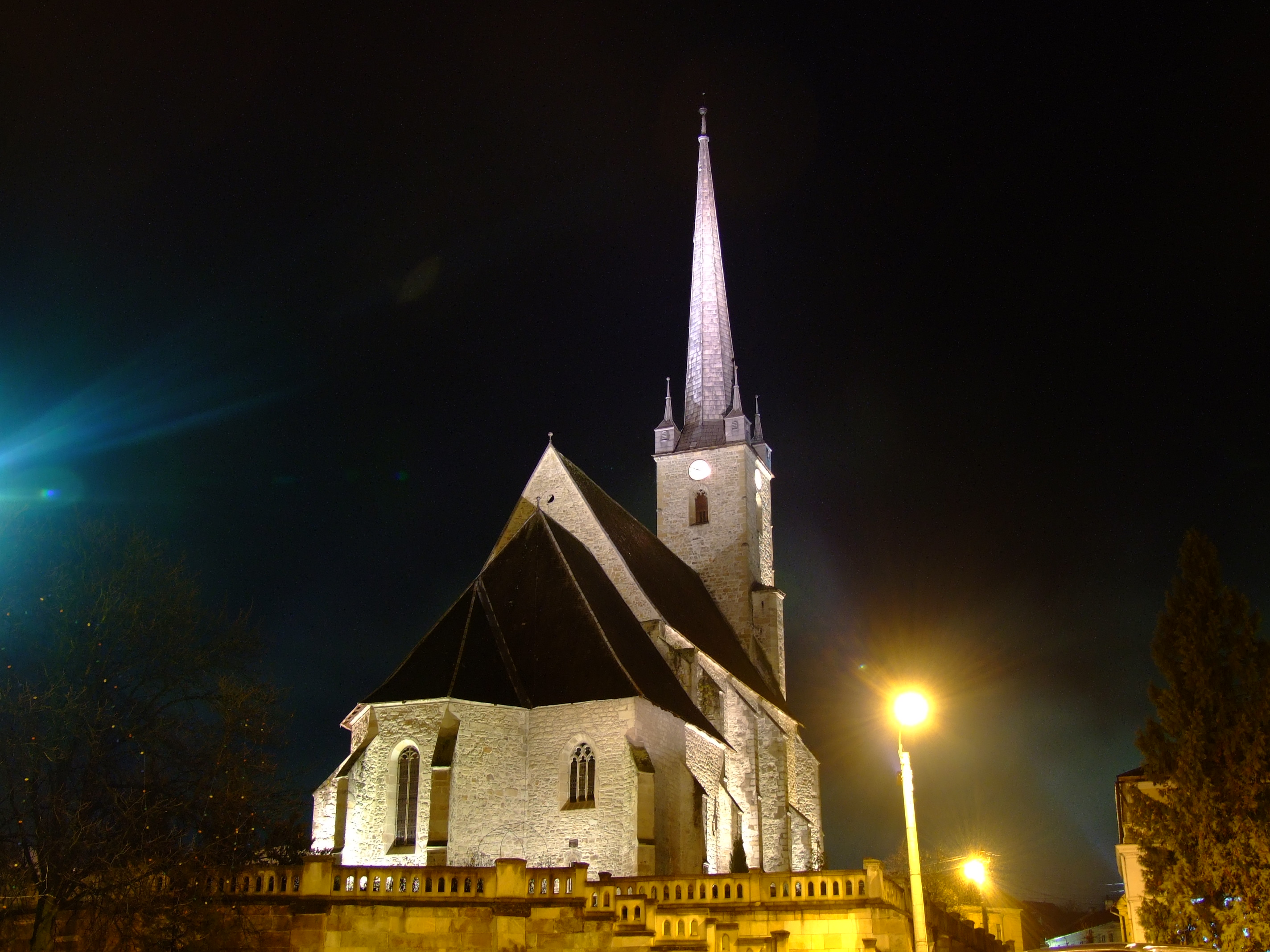
Igreja Reformada na Transilvânia

No Século XVI, a Reforma Protestante se espalhou pela Europa. Na Hungria, em 1567, foi organizado um sínodo em Debrecen, na qual os aderentes da Fé Reformada no pais se organizaram como uma denominação, que adotou a Segunda Confissão Helvética e Catecismo de Heidelberg como doutrinas oficiais. Esta denominação ficou conhecida como Igreja Reformada da Hungria.
A partir da dissolução da Áustria-Hungria, diversos territórios outrora dentro das fronteiras húngaras foram cedidos a outros países. Nestes países, foram organizadas denominações filhas da IRH. A Transilvânia tornou-se um território da Romênia desde então.
Sendo assim, em 1920, foi oficialmente estabelecida a Igreja Reformada da Romênia como uma denominação independência da Igreja Reformada da Hungria. É uma das 18 religiões reconhecidas pelo governo da Romênia.

## Estatísticas
Em no Censo da Romênia de 2001, 701.077 pessoas relataram ser membros da denominação.
Em 2011, 3,2% da população do país se identificou como membro da denominação, o que correspondia, à época, a 643.892 pessoas.
No Censo de 2021, foram relatados 495.380 membros, o que equivalia a 2,6% da população.

## Doutrina
A denominação pratica a ordenação de mulheres e subscreve o Catecismo de Heidelberg e Segunda Confissão Helvética.

## Relações Intereclesiásticas
A denominação é membro do Conselho Mundial de Igrejas, Comunhão Mundial das Igrejas Reformadas e da Comunhão Reformada Húngara.